# Live 98
Albums de Pascal Obispo
Superflu
(1996) Soledad
(1999)
Singles
1. Assassine
Sortie : 1 juin 1998
2. Tombé pour elle (L'île aux oiseaux)
Sortie : 28 septembre 1998

Live 98 est le premier album live de Pascal Obispo. L'album est sorti le 4 mai 1998.

## Liste des titres
| CD 1  | CD 1                      | CD 1                            | CD 1  | CD 1 | CD 1 | CD 1 | CD 1 | CD 1 | CD 1 |
| No    | Titre                     | Auteur                          | Durée |      |      |      |      |      |      |
| ----- | ------------------------- | ------------------------------- | ----- | ---- | ---- | ---- | ---- | ---- | ---- |
| 1.    | Personne                  | Pascal Obispo                   | 6:41  |      |      |      |      |      |      |
| 2.    | Où et avec qui tu m'aimes | Didier Golemanas, Pascal Obispo | 4:22  |      |      |      |      |      |      |
| 3.    | Superflu                  | Pascal Obispo                   | 4:25  |      |      |      |      |      |      |
| 4.    | Le meilleur reste à venir | Zazie, Pascal Obispo            | 4:37  |      |      |      |      |      |      |
| 5.    | Où est l'élue ?           | Zazie, Pascal Obispo            | 4:42  |      |      |      |      |      |      |
| 6.    | Tu compliques tout        | Pascal Obispo                   | 6:56  |      |      |      |      |      |      |
| 7.    | Eléa                      | Zazie, Pascal Obispo            | 6:16  |      |      |      |      |      |      |
| 8.    | Il faut du temps          | Pascal Obispo                   | 7:18  |      |      |      |      |      |      |
| 45:17 |                           |                                 |       |      |      |      |      |      |      |

| CD 2  | CD 2                                           | CD 2                                   | CD 2  | CD 2 | CD 2 | CD 2 | CD 2 | CD 2 | CD 2 |
| No    | Titre                                          | Auteur                                 | Durée |      |      |      |      |      |      |
| ----- | ---------------------------------------------- | -------------------------------------- | ----- | ---- | ---- | ---- | ---- | ---- | ---- |
| 1.    | Assassine                                      | Pascal Obispo                          | 6:07  |      |      |      |      |      |      |
| 2.    | Mon avion t'attend                             | Didier Golemanas, Pascal Obispo        | 3:42  |      |      |      |      |      |      |
| 3.    | Tombé pour elle (L'île aux oiseaux)            | Pascal Obispo                          | 6:09  |      |      |      |      |      |      |
| 4.    | Les meilleurs ennemis (duo avec Zazie)         | Zazie, Pierre Jaconelli, Pascal Obispo | 4:56  |      |      |      |      |      |      |
| 5.    | Tu vas me manquer (Les mains qui se cherchent) | Pascal Obispo, Volodia                 | 6:06  |      |      |      |      |      |      |
| 6.    | Plus que tout au monde                         | Pascal Obispo                          | 6:46  |      |      |      |      |      |      |
| 7.    | Lucie                                          | Lionel Florence, Pascal Obispo         | 7:30  |      |      |      |      |      |      |
| 41:16 |                                                |                                        |       |      |      |      |      |      |      |

Le titre Mon avion t'attend est un inédit. Il ne figure sur aucun autre album, enregistrements lives et studios confondus.

## Musiciens
- Guitares : Pierre Jaconelli, Sam Stoner & Pascal Obispo
- Batterie : Christophe Deschamps
- Basse : Mischko M'ba
- Claviers : Christophe Voisin